# Плавунчик битий
Плавунчик битий (Peltodytes caesus) — вид жуків родини плавунчиків (Haliplidae).

## Поширення
Вид поширений в Європі, Північній Африці, на Близькому Сході, в Ірані та Середній Азії. Живе серед водних рослин у стоячій воді.

## Опис
Жуки завдовжки від 3,5 до 4 мм. Їхнє тіло короткоовальне і вигнуте. Воно забарвлене в брудно-червоно-жовтий колір, плями, а також кілька плям на надкрилах і центральна пляма посередині шва надкрил забарвлені в чорний колір. Голова невелика, лоб вужчий за ширину складного ока. Переднеспинка сильно конічна, звужена до передньої частини і забезпечена вигнутим поперечним рядом більших точок перед основою. Довжина покривних стулок у півтора рази більша за ширину. Грубі ряди крапок, які стають тоншими до спини, лежать близько один до одного. В основі криючих стулок є поперечний ряд ямкоподібних загострень. Черевна сторона тіла і ноги жовті або червоні.